# 小行星3322
小行星3322（英語：3322 Lidiya）是一颗围绕太阳公转的小行星。1975年12月1日，塔瑪拉·米哈伊洛夫那·斯米爾諾娃在克里米亚发现了此天体。
这颗小行星的绝对星等为224.06837等。